# 목요상
목요상(睦堯相, 1935년 9월 9일~)은 대한민국의 판사 및 변호사 출신 정치인이다. 제11·12·15·16대 국회의원을 역임했다. 본관은 사천이다.

## 학력
- 동두천국민학교 졸업
- 서울대학교 사범대학 부속중학교 졸업
- 서울대학교 사범대학 부속고등학교 졸업
- 서울대학교 법과대학 법학과 학사
- 국방대학교 행정학 수료
- 영남대학교 경영학 수료
- 대구대학교 사회학 수료

## 경력
- 제13회 고등고시 사법과 합격
- 대구지법, 서울형사지법, 서울고법 판사
- 대한 산악연맹 경기북부지부 회장
- 의정부변호사회 회장
- 사천 목씨 대종친회 회장
- 서울대학교 사범대학 부설고등학교 총동창회 부회장
- 서울대학교 사범대학 부설고등학교 총동창회 회장
- 서울대학교 사범대학 부설고등학교 총동창회 고문
- 민주한국당 원내부총무, 대변인
- 민주당 인권옹호위원장, 중앙상무위원회 의장, 최고위원
- 한나라당 당헌당규개정위원장, 법률자문위원장, 원내총무, 정책위 의장, 경기도지부장
- 운영위위원회 위원장, 법제사법위원회 위원장
- 한국-벨기에 의원친선협회 회장
- 한국-모로코 의원친선협회 회장
- 대한민국헌정회 이사
- 대한민국헌정회 부회장
- 대한민국 헌정회 법률고문
- 2012년 1월 ~ 2015년 3월: 대한민국헌정회 회장
- 2015년 9월 ~ 2017년 2월: 새누리당 상임고문
- 2017년 2월 ~ 2020년 2월: 자유한국당 상임고문
- 자유한국당 경기도당 원로고문
- 2020년 2월 ~ 2020년 9월: 미래통합당 상임고문
- 2020년 9월 ~ : 국민의힘 상임고문
- 대한민국헌정회 원로회의 의장
- 국민의힘 경기도당 원로고문
- 2025년 5월 ~ 2025년 6월: 제21대 대통령 선거 국민의힘 김문수 대통령 후보 경기 선거대책위원회 상임고문
- 2025년 5월~ 2025년 6월: 제21대 대통령 선거 국민의힘 김문수 대통령 후보 자문 및 보좌 기관 상임고문역

## 사건
서울형사지방법원 판사로 재직할 때 절도죄 피고인에게 징역6월 집행유예2년을 선고하였으나 검찰이 석방 지휘를 위해서 집행원부를 대조한 결과 동명이인인 벙어리가 재판을 받고 구치소에 수감된 사실이 밝혀져 이 사람에 대한 판결을 무효로 하고 본래 기소된 사람에 대해 징역6월 집행유예2년을 선고했다. 벙어리인 이 사람은 이후 안우만 판사에 의해 재판을 받아 징역6월 집행유예1년을 선고받았다.

## 역대 선거 결과
|  | 34.91% |

|  | 28.86% |

|  | 29.89% |

|  | 24.20% |

|  | 35.27% |

|  | 48.64% |

|  | 43.66% |

## 소속 정당
| 소속 정당 | 소속 정당    | 소속 기간 | 비고           |
| --------- | ------------ | --------- | -------------- |
|           | 민주공화당   | 1978~1980 | 정계 입문      |
|           | 무소속       | 1980~1981 | 정당 해산      |
|           | 민주한국당   | 1981~1985 | 창당           |
|           | 무소속       | 1985      | 탈당           |
|           | 신한민주당   | 1985~1987 | 창당           |
|           | 무소속       | 1987      | 탈당           |
|           | 통일민주당   | 1987~1990 | 창당           |
|           | 무소속       | 1990      | 탈당           |
|           | 민주당       | 1990~1991 | 창당           |
|           | 민주당       | 1991~1992 | 합당           |
|           | 무소속       | 1992      | 탈당           |
|           | 통일국민당   | 1992~1994 | 입당           |
|           | 신민당       | 1994~1995 | 합당           |
|           | 자유민주연합 | 1995      | 합당           |
|           | 무소속       | 1995      | 탈당           |
|           | 민주자유당   | 1995      | 입당           |
|           | 신한국당     | 1995~1997 | 당명 변경      |
|           | 한나라당     | 1997~2012 | 합당 정계 은퇴 |
|           | 새누리당     | 2012~2017 | 당명 변경      |
|           | 자유한국당   | 2017~2020 | 당명 변경      |
|           | 미래통합당   | 2020      | 합당           |
|           | 국민의힘     | 2020~현재 | 당명 변경      |

## 같이 보기
- 대구시 동구·북구
- 동구·북구 (대구 선거구)
- 대구 동구의 국회의원
- 대구 북구의 국회의원
- 동두천시·양주군
- 동두천시의 국회의원
- 양주군의 국회의원